# Quamba (Minnesota)
Quamba es una ciudad ubicada en el condado de Kanabec en el estado estadounidense de Minnesota. En el Censo de 2010 tenía una población de 123 habitantes y una densidad poblacional de 66,05 personas por km².

## Geografía
Quamba se encuentra ubicada en las coordenadas 45°54′55″N 93°10′31″O / 45.91528, -93.17528. Según la Oficina del Censo de los Estados Unidos, Quamba tiene una superficie total de 1.86 km², de la cual 1.86 km² corresponden a tierra firme y (0%) 0 km² es agua.

## Demografía
Según el censo de 2010, había 123 personas residiendo en Quamba. La densidad de población era de 66,05 hab./km². De los 123 habitantes, Quamba estaba compuesto por el 99.19% blancos, el 0% eran afroamericanos, el 0.81% eran amerindios, el 0% eran asiáticos, el 0% eran isleños del Pacífico, el 0% eran de otras razas y el 0% pertenecían a dos o más razas. Del total de la población el 2.44% eran hispanos o latinos de cualquier raza.